# Koreaceratops hwaseongensis
Koreaceratops hwaseongensis es la única especie conocida del género extinto Koreaceratops ("cara con cuernos de Corea") de dinosaurio ceratopsiano arqueoceratópsido, que vivió a mediados del período Cretácico, hace aproximadamente 103 millones de años, en el Aptiense, en lo que hoy es Asia. Se basa en el holotipo KIGAM VP 200.801, una serie articulada de 36 vértebras caudales con extremidades traseras parciales asociadas e isquion. Este espécimen fue encontrado en un bloque de arenisca de una cantera utilizada para la construcción de la represa de Tando en la ciudad de Hwaseong; la forma en que el espécimen fue cortado sugiere que la mayoría de él estaba presente antes de la explotación de canteras. La presa fue construida en 1994, y los restos llamaron la atención de los paleontólogos en el año 2008, después de que un funcionario se fijó en ellos. El ejemplar procede probablemente de las camas inferiores de Tando. La parte superior de esta formación se fecha de manera informal hace 103 ± 0,5 millones de años. Koreaceratops fue descrito por Yuong-Nam Lee y sus colegas en 2011. La especie tipo es K. hwaseongensis, por la ciudad de Hwaseong.
 Koreaceratops  es notable por la altura de las espinas neurales en las vértebras caudales, y la estructura de su astrágalo. En algunas de las vértebras caudales distales, las espinas neurales tienen más de cinco veces la altura de los centros vertebrales a los que se unen. Lee et al. señalaron que varios otros ceratopsianos también tienen altas espinas neurales en sus caudales. Dado que este rasgo aparece en varias ramas de ceratopsianos, Lee et al. han postulado que la función se ha desarrollado de forma independiente, tal vez como una adaptación para la natación. Lee et al. realizaron un análisis filogenético y encontraron que Koreaceratops puede ser movido entre Archaeoceratops y los ceratopsianos más derivados.